# Rudolf Biermann (Politiker)
Rudolf Biermann (* 1942; † 1. November 2023) war ein deutscher Politiker (CDU), der vom 26. September 1999 bis zum 20. Oktober 2009 Bürgermeister der Stadt Kreuztal im Kreis Siegen-Wittgenstein in Nordrhein-Westfalen war.
Er war verheiratet und hat eine Tochter. Bei der Kommunalwahl 1999 gelangte der vorherige Beamte der Kreisverwaltung in einer Stichwahl gegen seinen Kontrahenten Kurt Erdmann (SPD) erstmals in das Amt des Bürgermeisters der zweitgrößten Kommune im Kreis Siegen-Wittgenstein. Am 30. August 2009 trat Biermann zum dritten Male für das Amt des Kreuztaler Bürgermeisters an. Er erhielt hierbei 44,5 % der Stimmen und unterlag damit seinem Gegenkandidaten Walter Kiß (SPD).
Am 18. Januar 2017 wurde Rudolf Biermann von Ministerpräsidentin Hannelore Kraft in Düsseldorf mit dem Verdienstorden des Landes Nordrhein-Westfalen ausgezeichnet. Kraft führte als Begründung unter anderem Biermanns Engagement für die Umbenennung des nach dem Unternehmer (und als Kriegsverbrecher verurteilten) Friedrich Flick benannten Gymnasiums in Kreuztal an. Nach eigener Aussage führte dieses Engagement und die 2008 vom Rat der Stadt Kreuztal beschlossene Umbenennung der Schule zu seiner Abwahl als Bürgermeister ein Jahr später. Biermann sagte in einem Interview mit Deutschlandradio Kultur, wer den Namen Flick in Kreuztal verunglimpfe, der sei es offenbar nicht wert, Bürgermeister in Kreuztal zu sein.